# Maison à la cloche de pierre
La Maison à la cloche de pierre (en tchèque Dům U kamenného zvonu) est un édifice médiéval situé sur la place de la Vieille-Ville à Prague, au numéro 16, à droite du rococo palais Kinsky.

## Histoire
Construite au début du XIVe siècle, probablement sous le roi Jean Ier de Bohême (Jean de Luxembourg), elle a ensuite été convertie en palais urbain et agrandie. Charles IV aurait d'ailleurs dû y vivre après s'être installé en Bohême lors de la rénovation de son futur siège, le château de Prague.
L'emblème de la maison, qui lui a donné son nom, était une cloche de pierre. On voit la cloche dans un angle de l'édifice. Le nom de la maison est documenté pour l'année 1417. Des statues, dont les consoles et les auvents ont survécu, se tenaient entre les fenêtres à croisées gothiques. 

Au XVIIe siècle, la maison a été entièrement repensée en style baroque. Après de nouvelles modifications, la décision fut prise en 1961 de redonner à la maison son état gothique initial, dans la mesure où les divers éléments structurels le permettaient. Plus de 12 000 éléments de construction et pierres de relief d'origine ont été réutilisés. Deux étages d'origine gothique ont été restaurés. Les travaux durèrent de 1975 à 1988. Après cela, la maison a été donnée à la Galerie de la ville de Prague, qui l'utilise aujourd'hui pour des expositions d'art. Dans la cave de la Maison à la cloche de pierre il y a un lapidarium et une petite exposition sur l'histoire de la maison et la reconstruction.

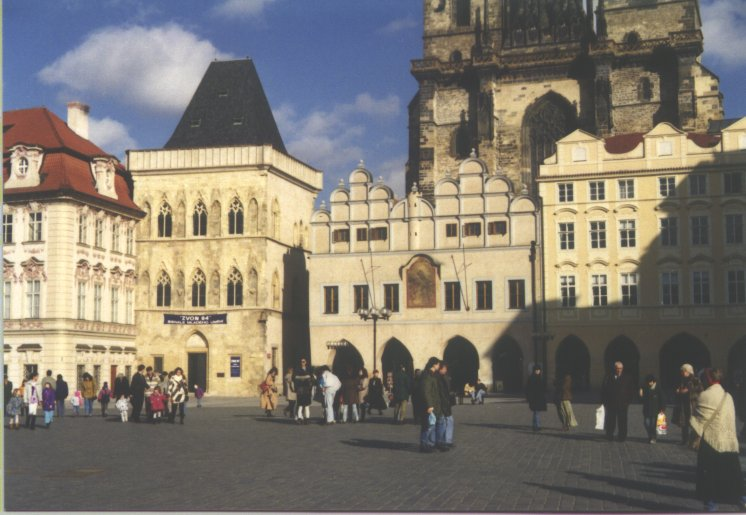
La Maison dans son environnement
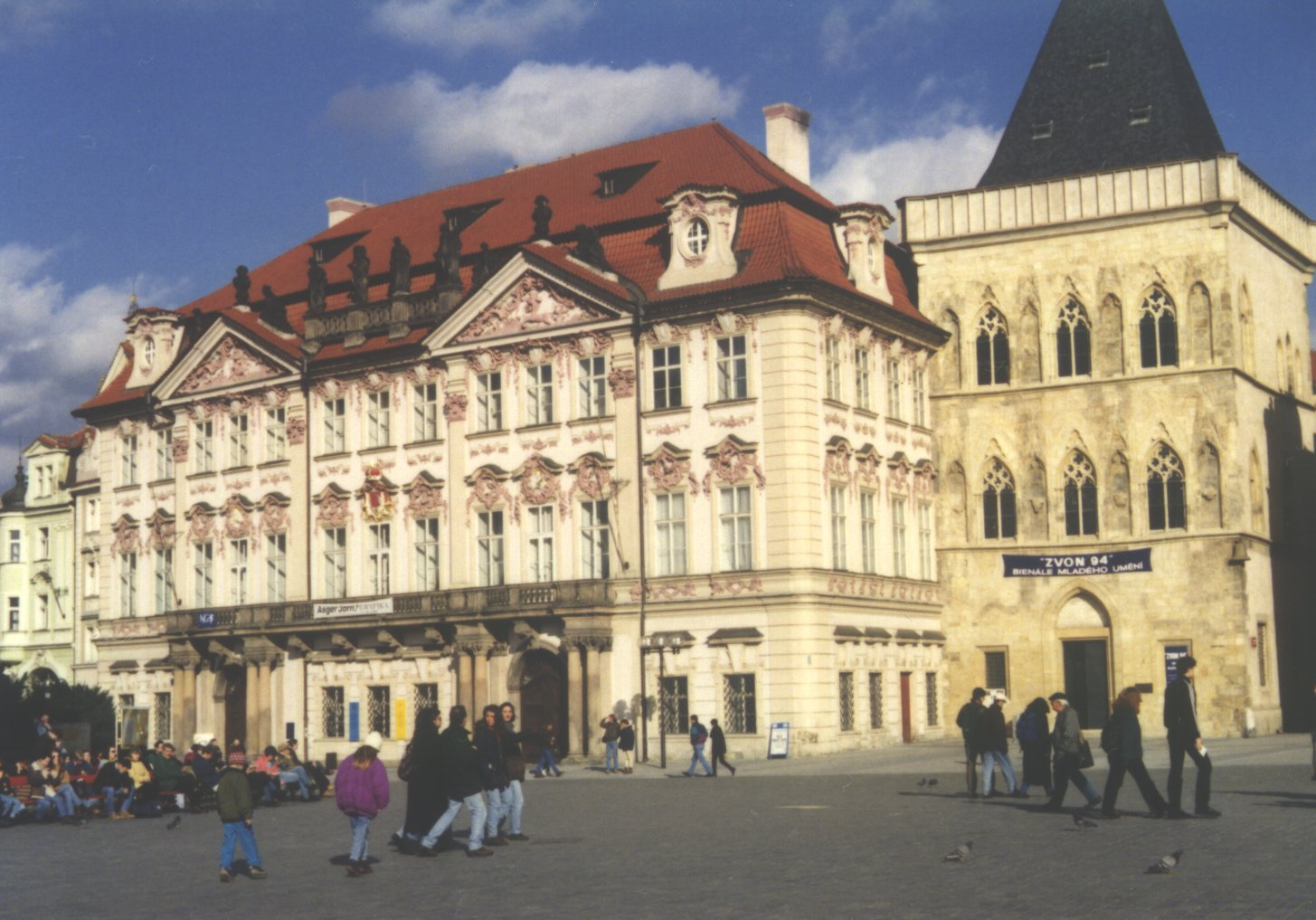
A gauche, le palais Kinsky; la Maison est à droite

## Référence
- (de) Cet article est partiellement ou en totalité issu de l’article de Wikipédia en allemand intitulé « Haus zur steinernen Glocke » (voir la liste des auteurs).

## Liens web
- Galerie de la ville de Prague: Maison A la cloche de pierre, portail du tourisme de la ville de Prague, consulté le 15 Novembre 2019.
- at-the-stone-bell, kralovskacesta.cz (anglais), consulté le 15 Novembre 2019.